# Steen Grøntved
Steen Grøntved (født 14. september 1974) er en dansk studieguitarist og producer og komponist
Grøntved har medvirket på flere danske udgivelser, her i blandt: Aqua: "Cartoon heroes" (single – Tnt's remix), Cantoma: "Pandajero" (single), Outlandish: "Outland's Official", Infernal: "Sunrise" (single). I September 2006 skrev han kontrakt med det finske pladeselskab Lion Music, som resulterede i solo-udgivelsen "Night Vision Goggles", udkommet d.20 April 2007.

## Night Vision Goggles
Night Vision Goggles er titlen på Steens første og foreløbigt eneste solo-album, udgivet på det finske pladeselskab Lion Music d. 20 April 2007. Stilen er instrumental jazz/rock / guitar-fusion og indeholder 12 ret forskellige numre, som er indspillet og mixet på en analog multispors-båndoptager. En del af temaerne/soloerne på numrene er indspillet med en guitar synthesizer (guitar baseret). Ved at transponere de enkelte strenge gennem synthesizeren, er denne desuden blevet stemt meget anderledes end en normal guitar.
Hvor en normal guitar stemmes (fra den dybe streng) E, A, D, G, H, E (eller med intervallerne: kvart, kvart, kvart, stor terts, kvart), er denne stemt E, H, F#, C#, G#, D# (eller med intervallerne: kvint, kvint, kvint, kvint, kvint). Denne stemning er bl.a. også kendt fra Violiner og Celloer. På grund af guitarens længde og dermed også strengenes (og desuden strengenes materiale (stål)) kan denne måde at stemme en guitar på ikke lade sig gøre "i virkeligheden". Da strengene (fra den dybe E til den høje E) bliver transponeret mere og mere op, ville det gå hårdest ud over den tyndeste/nederste streng, som skulle kunne stemmes en stor septim op. Dette er ikke muligt i det materiale uden at strengen knækker.